# Oxya termacingula
Oxya termacingula är en insektsart som beskrevs av Ma, E.-b. 1995. Oxya termacingula ingår i släktet Oxya och familjen gräshoppor. Inga underarter finns listade i Catalogue of Life.